# تپه سه بنه علیا
تپه سه بنه علیا در شهرستان شوشتر، جنوب سه بنه واقع شده و این اثر در تاریخ ۵ آذر ۱۳۸۰ با شمارهٔ ثبت ۴۲۲۴ به‌عنوان یکی از آثار ملی ایران به ثبت رسیده است.